# Genistellospora homothallica
Genistellospora homothallica är en svampart som beskrevs av Lichtw. 1972. Genistellospora homothallica ingår i släktet Genistellospora och familjen Legeriomycetaceae.   Inga underarter finns listade i Catalogue of Life.